# 克萊米 (愛荷華州)
克萊米（英語：Klemme）是一個位於美國愛荷華州漢考克縣的城市。

## 地理
克萊米的座標為43°00′26″N 93°36′05″W / 43.00722°N 93.60139°W，而該地的平均海拔高度為372米（即1220英尺）。

## 人口
根據2010年美國人口普查的數據，克萊米的面積為1.32平方千米，當中陸地面積為1.32平方千米，而水域面積為0.00平方千米。當地共有人口507人，而人口密度為每平方千米384人。